# Kaiserstraße 73 (Mönchengladbach)

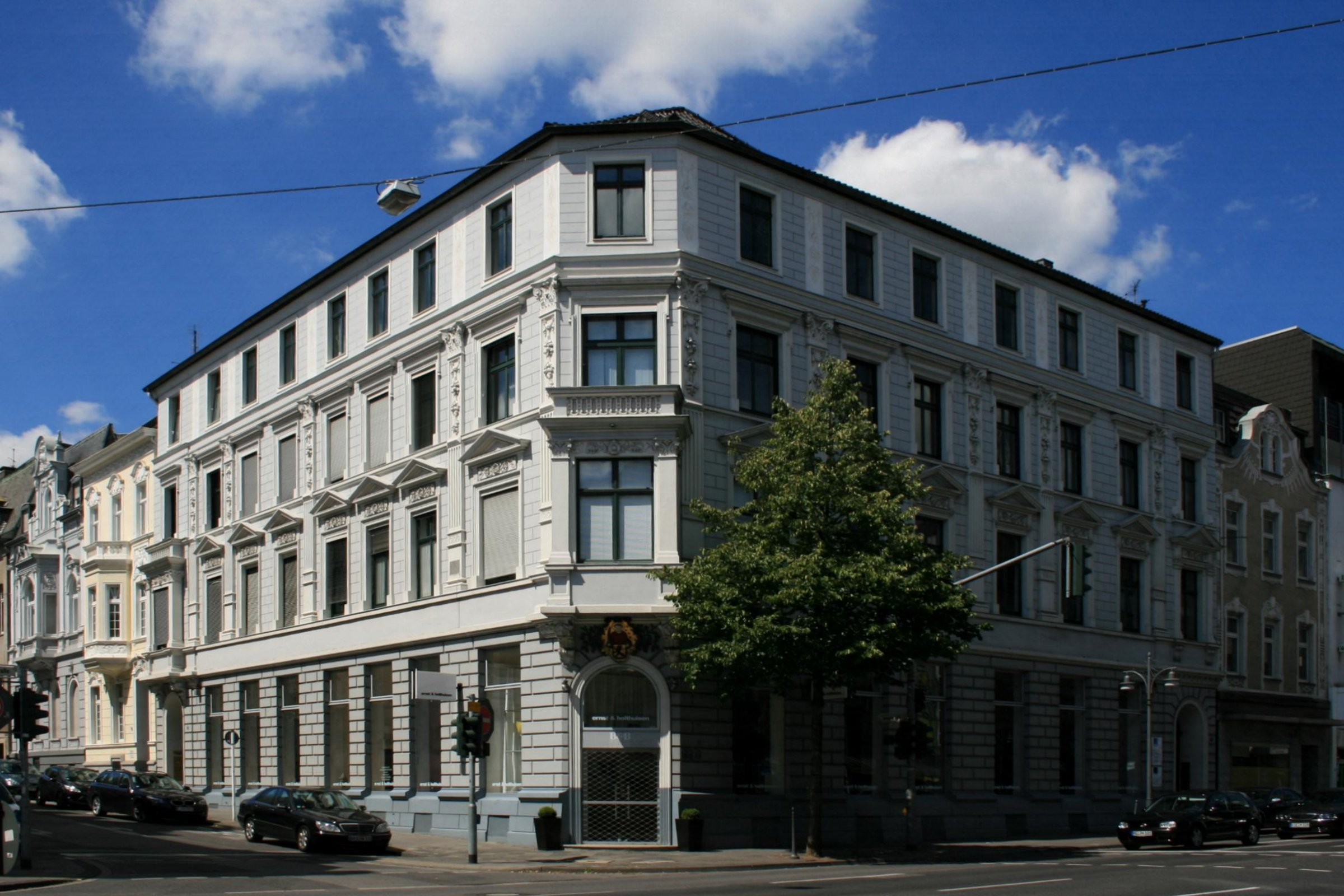
Wohngeschäftshaus (2010)

Das Wohngeschäftshaus Kaiserstraße 73 steht in Mönchengladbach (Nordrhein-Westfalen).
Das Gebäude wurde 1901 erbaut. Es wurde unter Nr. K 054 am 27. Februar 1991 in die Denkmalliste der Stadt Mönchengladbach eingetragen.

## Architektur
Das 1901 errichtete Gebäude bildet die nordwestliche Eckbebauung der Kreuzung Kaiser- und Bismarckstraße und auf der nördlichen Seite der Kaiserstraße das Schlussgebäude. Zusammen mit der Regentenstraße war die Kaiserstraße eine Verbindungsstraße zwischen den alten Ortskernen Mönchengladbachs und Eickens.
Es handelt sich um ein  traufständiges, viergeschossiges, vielachsiges Wohngeschäftshaus mit Satteldach.